# Kolijevka čovječanstva
Kolijevka čovječanstva je naziv za područje površine 470 km² koje čini sustav vapnenačkih špilja koji se proteže u tri Južnoafričke pokrajine (Gauteng, North West i Limpopo), oko 50 km sjeverozapadno od Johannesburga. U njemu se nalazi 36 paleontoloških lokaliteta od kojih su u nekima pronađeni fosili Hominida, a njih pet (Sterkfontein, Swartkrans i Kromdraai 1999., te Taung i Dolina Makapan 2005. god.) je upisano na UNESCO-ov popis mjesta svjetske baštine u Africi jer "zajedno sadrže presudne elemente za definiranje podrijetla i evolucije ljudi u posljednjih 3,5 milijuna godina".
Ovaj valoviti krajolik se sastoji dolomitskog vapnenačkog grebenja s kamenitim i travnatim dolinama, te šumama oko vodenih putova i prirodnih izvora. Većina mjesta gdje su pronađeni fosili su u špiljama ili na kamenim liticama iznad vodenih izvora.
Pored paleontoloških nalaza hominda, na ovim mjestima su pronađeni i mnogi fosili sisavaca, mikro-sisavaca i kralježnjaka koji pružaju jedinstven pogled u životinjsku evoluciju, ali i ljudske interakcije s njima. Zbog količine nalaza o ranim ljudima, ovo područje je zbilja zaslužilo da se prozove "kolijevkom čovječanstva".

## Popis UNESCO-ovih lokaliteta
| Slika | Ime          | Transliteracija afrikaans | Pokrajina  | Koordinate                                      | Bilješke |
| ----- | ------------ | ------------------------- | ---------- | ----------------------------------------------- | --- |
|       | Sterkfontein | "Snažni izvor"            | Gauteng    | 26°00′20″S 27°26′25″E / 26.005636°S 27.440346°E | Sterkfontein se nalazi na brdu, južno od doline rijeke Rietspruit, i sastoji se od sustava špilja (bivšim rudnicima) u dolomitskim stijenama prekrivenim travnatim brdima i riječnim tokovima. U njegovih devet mjesta pronađeni su paleontološki nalazi, uglavnom fosili životinja, kao što su Wonder Cave, Gladysvale, Bolt's Farm, Minnaar's Caves, Plover's Lake i Haasgat; dok su u trima pronađeni i paleoantropološki nalazi ranih ljudi (Drimolen, Coopers B i Gondolin). |
|       | Kromdraai    | "Krivi zavoj"             | Gauteng    | 25°34′52″S 27°27′42″E / 25.5812°S 27.4617°E     | Kromdrai se nalazi u blitini grada Krugersdorpa, a nazvan je prema zavojitom toku Krokodilske rijeke. U njegovim špiljama pronađeni su paleontološki nalazi, uglavnom fosili životinja, kao što je najslavnija Wonder Cave u "Rezervatu prirode Lav i nosorog". Wonder Cave je treća po veličini špilja u Južnoj Africi i vjeruje se kako je stara 2,2 milijarde godina. Samo jedna njezina prostorija ima volumen od 46.000 m³.                                                  |
|       | Swartkrans   |                           | Gauteng    | 25°33′16″S 27°28′19″E / 25.5545°S 27.4720°E     | Swartkans je farma oko 32 km sjeverno od Johannesburga na kojoj su pronađeni mnogi paleontološki nalazi, stari do 1,8 do 2 milijuna godina. Među njima su i neki od najranijih antropoloških fosila, kao što su Telanthropus capensis (vrsta Homo erectusa), Paranthropus i Homo habilis, te najraniji dokazi da su rani ljudi koristili vatru. Sveučilište Witwatersrand ju je otkupilo 1968. godine.                                                                            |
|       | Taung        | "Lavlje mjesto"           | North West | 25°33′16″S 27°28′19″E / 25.5545°S 27.4720°E     | Taung je naselje koje se, za razliku od ostalih mjesta "Kolijevke čovječanstva", koje su dolomitske stijene, nalazi na stijenama nastalih protokom velike količine tufa s litica visoravni Kalahari. U njegovoj špilji je u vapnenačkom kamenolomu Dart Pinnacle 1924. godine pronađena slavna lubanja australopiteka, prozvana "Taung dijete". |
|       | Makapansgat  | "Dolina Makapana"         | Limpopo    | 24°05′35″S 29°06′13″E / 24.0931°S 29.1037°E     | Fosili doline Makapan su pomogli u identifikaciji nekoliko primjeraka ranih hominida, posebice paranthropusa (Australopithecus africanus i Australopithecus robustus) koji su živjeli prije oko 4,5 do 2,5 milijuna godina. Pored njih, u bojnim drugim špiljama pronađeni su tragovi ljudskih (Homo sapiens) prapovijesnih od prije 1,8-1 milijun godina do 19. stoljeća, ali i povijesnih tragova.                                                                              |

## Vanjske poveznice
- Fotografije na ourplaceworldheritage.com  Arhivirana inačica izvorne stranice od 3. veljače 2012. (Wayback Machine)
- Službena stranica Kolijevke čovječanstva (engl.) Posjećeno 19. studenog 2011.
- Znamenitosti Sterkfonteina i Maropenga  Arhivirana inačica izvorne stranice od 31. prosinca 2005. (Wayback Machine)
- Karta